# Jizvy lásky
Jizvy lásky je druhé studiové album nahrávek Petra Muka, které bylo nahráno v roce 2000.

## Seznam skladeb
| Pořadí         | Název                      | Délka |
| -------------- | -------------------------- | ----- |
| 1.             | Neusínej                   | 3:35  |
| 2.             | Kdy se vrátíš              | 3:47  |
| 3.             | Stoupám ti do hlavy        | 3:14  |
| 4.             | Říkám teď (anebo nikdy)    | 3:56  |
| 5.             | Jsem knihou, kterou spálíš | 4:24  |
| 6.             | Šalalala                   | 3:52  |
| 7.             | Tančíš sama                | 3:41  |
| 8.             | Málo tě znám               | 4:02  |
| 9.             | Ten den, ta noc            | 3:21  |
| 10.            | Ve vlnách                  | 3:13  |
| 11.            | Letím do snů               | 3:10  |
| 12.            | Lásku poznáš jizvou        | 3:55  |
| 13.            | T.S.                       | 1:00  |
| 14.            | Nářek převozníka           | 3:25  |
| 15.            | Ona se brání               | 3:06  |
| 16.            | Zrcadlo                    | 7:07  |
| Celková délka: | Celková délka:             | 58:48 |